# Federal Information Processing Standard
Federal Information Processing Standard (FIPS; deutsch Bundesstandard für Informationsverarbeitung) ist die Bezeichnung für öffentlich bekanntgegebene Standards der Vereinigten Staaten. Diese wurden von der US-Bundesregierung festgelegt und werden durch alle zivilen Regierungseinrichtungen in den Vereinigten Staaten und durch deren Vertragslieferanten verwendet. Diese Standards beruhen auf Modifizierung der allgemein verwendeten Standards, die durch ANSI, IEEE, ISO und ähnliche Organisationen aufgestellt werden, wobei einige dieser Normen durch die Regierung entwickelt wurden, etwa die Schlüsselcodes für Staaten, Regionen und andere Entitäten oder Normen für die Datenverschlüsselung, wie etwa der Data Encryption Standard (FIPS 46) oder der Advanced Encryption Standard (FIPS 197).
Im Bereich der Kryptographie sind außerdem diese beiden FIPS bekannt:
- FIPS 140-2 Sicherheitsanforderungen für kryptographische Module[3] (FIPS 140-2 Zertifizierung von OpenSSL im Jahr 2006)
- FIPS 186-3 Standard für digitale Signaturen[4] (FIPS zu Digital Signature Algorithm und RSA-Kryptosystem)

FIPS werden regelmäßig in den technischen Lieferbedingungen aller staatlichen Organisationen in den Vereinigten Staaten zur Grundlage von Ausschreibungen gemacht. Dadurch beeinflussen sie die Informationstechnik erheblich, weil die Hersteller bemüht sind, mit ihren Produkten diese Standards zu erfüllen, um öffentliche Aufträge zu erhalten.
Weitere FIPS-Beispiele sind:
- FIPS-Ländercodes und -Regionalcodes (FIPS 10-4)
- FIPS-Ortscodes (FIPS 55-3)
- FIPS-Countycodes (FIPS 6-4)
- FIPS-Staatscodes (FIPS 5-2)
- Minimalanforderungen für Zugangskontrollsysteme (FIPS 201)

Diese sind den Nomenklaturen der ISO 3166 oder der NUTS der Europäischen Union ähnlich.